# Condado de Carlton
O Condado de Carlton é um dos 87 condados do estado americano do Minnesota. A sede e maior cidade do condado é Carlton.
O condado possui uma área de 2 267 km² (dos quais 39 km² estão cobertos por água), uma população de 31 671 habitantes, e uma densidade populacional de 14 hab/km² (segundo o censo nacional de 2000). O condado foi fundado em 1857.